# Albert Frère
Albert Pol Oscar Ghislain baron Frère (Fontaine-l'Évêque, 4 februari 1926 – Gerpinnes, 3 december 2018) was een Belgisch zakenman, die de reputatie had de rijkste man van België te zijn. Hij was hoofdaandeelhouder van de holdings Groep Brussel Lambert (GBL) en Nationale Portefeuillemaatschappij (NPM).

## Loopbaan

### Staalbaron in Charleroi
De ouders van Frère hadden een groothandel in ijzerwaren (nagels, kettingen), Etablissement Frère-Bourgeois. Zijn vader stierf toen hij vier was. De zaak werd voortgezet door zijn moeder Madeleine met de hulp van haar broer Léonce, een bankdirecteur. Ontgoocheld door zijn magere schoolresultaten ging Albert al op 17-jarige leeftijd aan de slag in de familiezaak. Haast onmiddellijk na zijn humaniora in het Provinciaal Atheneum van Morlanwelz, nam hij er de leiding. Hij kocht allerhande schrootbergen op in het naoorlogse Zwarte Land en oriënteerde het bedrijf op de volgens hem veel lucratievere exportmarkten. Daarvoor had hij een agressieve tactiek die verrassend doeltreffend bleek: hij stuurde duizenden telexen naar volkomen willekeurige bedrijven, tot er na soms maanden stilte een bestelling volgde. Dan liet hij niet meer los.
Hij raakte geïnteresseerd in de productiezijde en nam op 28-jarige leeftijd de walserij Laminoirs et Boulonneries de Ruau in Monceau-sur-Sambre over van Arbed (1954). Hij benaderde minister Jacques Van der Schueren en bekwam via een openbare kredietinstelling een lening van 40 miljoen frank om het deficitaire bedrijf te moderniseren. Tien jaar later was de productie vertienvoudigd. Het werd een patroon dat hij nog vaak zou herhalen. De Belgische haute finance had geen hoge dunk van de fils de marchand de clous, maar in de Franse bankholding Paribas vond hij een geschikte langetermijnpartner. Haar Belgische dochter Cobepa - waarin hij vanaf 1967 zelf ook participeerde - zou hem vergezellen op zijn overnametocht.
Frère-Bourgeois hanteerde een gecontesteerd commissiesysteem dat ook binnen de eigen groep gold. Door productie en commercialisering in gescheiden entiteiten onder te brengen, kon de groep op ieder verkocht volume een vaste commissie nemen en brachten ook verlieslatende fabrieken geld in het laatje. Ook werd hem verweten dat hij te veel oog had voor "tweede keus"-producten. Zijn methoden leverden hem echter een dominante positie op in de staalindustrie rond Charleroi, na een hevige strijd tijdens de jaren 60 met de Generale Maatschappij en de groep-De Launoit. In 1973 verraste hij door zich op een vijandige manier te mengen in een fusieoperatie en zo een belang in de wacht te slepen in Thy-Monceau-Marcinelle (TMM). Daarmee was zijn triangle compleet: een staaldriehoek gebouwd op Ruau, Hainaut-Sambre en TMM. In datzelfde jaar verkreeg hij ook toelating om de warmwalserij Carlam op te richten, een fabriek die zich op het traditioneel Luikse terrein van de vlakke staalproducten begaf.
Kort nadien was het echter gedaan met de gouden jaren van de staalnijverheid. In de nasleep van de oliecrisis diende zich eind 1974 een staalcrisis aan, met instortende vraag en kelderende prijzen. Op dat ogenblik waren er bijna 20.000 staalarbeiders in het bekken van Charleroi. Ondanks miljardensteun van de overheid, bleef de sector verlieslatend. Frère stond achter het akkoord van Hanzinelle (maart 1978), dat tot een Vlaams-Waals-Luxemburgse consolidatie wilde komen. Dit plan werd aanvaard door eurocommissaris Étienne Davignon en de staat deed haar intrede in de Triangle als aandeelhouder zonder beslissingsmacht (42% in TMM; 49% in Hainaut-Sambre; 49% in Frère Bourgeois Commerciale, dat exclusieve rechten op de verkoop kreeg). Vanuit het Luikse rees echter verzet. Cockerill-voorzitter Julien Charlier benaderde Frère om een alternatief plan te onderhandelen. In een bijeenkomst met André Cools in het Brusselse Hyatt Regency Hotel kwamen ze overeen dat enkel de bekkens van Luik en Charleroi zouden fuseren en de commercialisering van de Luikse productie exclusief aan een filiaal van Frère zou toekomen. Op 16 januari 1981 kondigden beide industriëlen de fusie aan van Cockerill en Hainaut-Sambre (hoewel een geëmotioneerde Frère er niet in slaagde zijn tekst af te lezen). Het manoeuvre leek grotendeels gespeend van industriële logica, maar het werd voorgesteld als een eerste stap in een grotere consolidatie. Om de regering overeind te houden, stemde minister Willy Claes ermee in. Op 7 februari 1981 gaven Luxemburg en de Europese Commissie hun akkoord in Hertoginnedal, waarna de oprichting van de nieuwe staalreus Cockerill-Sambre volgde op 26 juni 1981. De staat had 81,44% van het kapitaal in handen.
Ondertussen leek de exitstrategie van Frère klaar te liggen. In 1979 had de Belgische staat voor 735 miljoen frank 49 procent van Frère Bourgeois Commerciale gekocht, en in oktober 1983 volgden de resterende aandelen voor 1125 miljoen frank. Voor de overheid was dit een dure prijs voor het beëindigen van een situatie waarin ze opdraaide voor de verliezen in de staalproductie zonder te delen in de winsten bij de (exclusieve) commercialisering. Het vrijgekomen kapitaal investeerde Frère opnieuw. Ook op de beurs had hij grote sommen geld verdiend, naar eigen zeggen door gebruik te maken van voorkennis (toen beperkt gereglementeerd en nauwelijks gesanctioneerd).

### Waardebeleggerin sterbedrijven

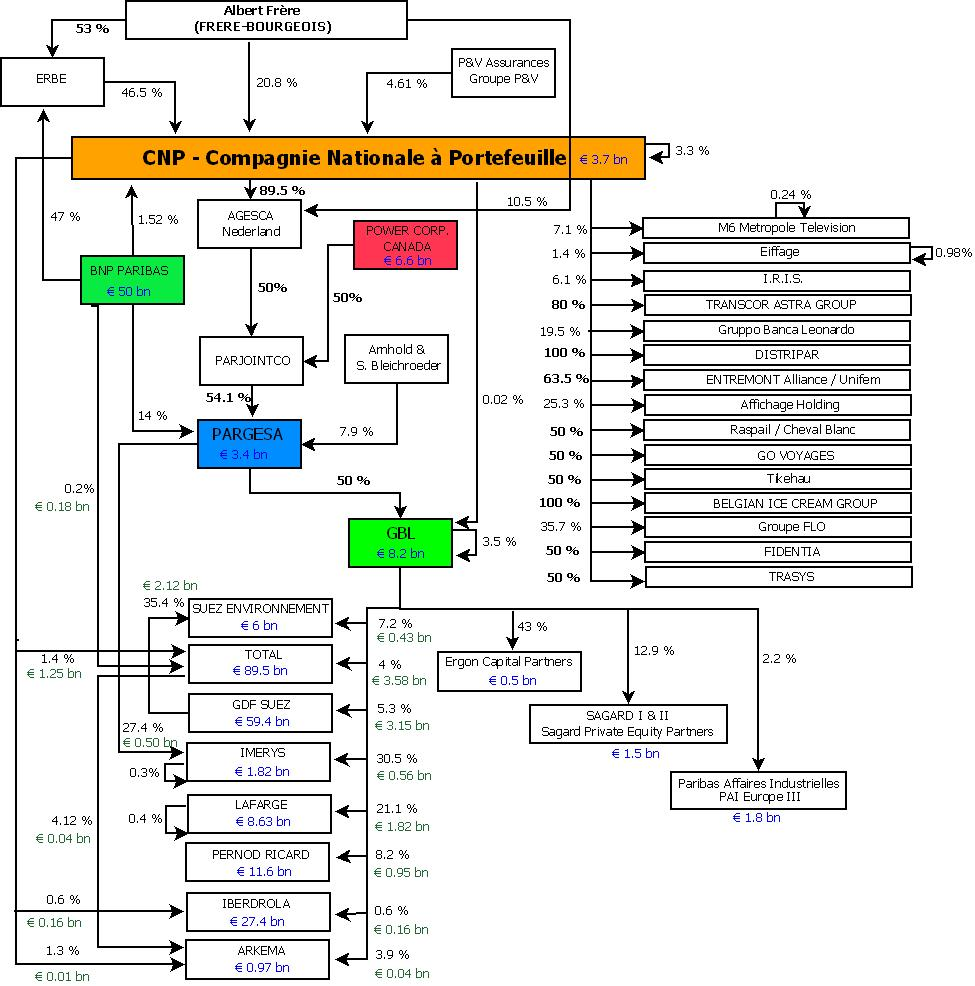
Schematisch overzicht van de participaties van Albert Frère (situatie in 2009)

Frère was nog steeds aandeelhouder in Cobepa, de Belgische tak van Paribas. Hij voelde zich echter bedreigd door de nationalisering aangekondigd door François Mitterrand en het kabinet-Mauroy I. Met medewerking van Paribas-toplui dokterde Frère een tegenzet uit die hij Arche de Noé doopte. Eerst werd een pakket cobepa-aandelen doorgeschoven van het Franse moederhuis naar Paribas Suisse, dat vervolgens zelf via openbaar bod aan de controle van het moederhuis ontfutseld werd. Hiervoor had Frère in 1981 een speciaal Zwitsers vehikel opgericht, Pargesa Holding, samen met de Canadese Power Corporation van Paul Desmarais. Andere deelnemers waren Gérard Eskénazy van Paribas, Pierre Scohier van Cobepa en ook André Leysen. Het openbaar omruilbod van Pargesa leidde uiteindelijk tot een belang van 60% in de Zwitserse Paribasdochter. De Franse regering had op de valreep nog 40% kunnen behouden. De affaire leidde tot het ontslag van het topduo bij Paribas (Pierre Moussa en Gérard Eskenazi).
In januari 1982 tekende een consortium rond Pargesa in op een kapitaalverhoging van de noodlijdende Groep Brussel Lambert (GBL), de op een na grootste holding van het land. GBL-voorzitter Léon Lambert verkoos de Canadese groep Belzberg als partner, maar zijn uitvoerend comité ging tegen hem in. Het feit dat Frère zijn komst aan de regering en Bankcommissie kon slijten als een Belgische oplossing, gaf de doorslag. De nieuwkomers kregen een derde van GBL in handen, dat de bank BBL controleerde en een reeks referentiebelangen had in Belgische "kroonjuwelen" als het energiebedrijf Electrobel, de verzekeraar Royale Belge en het oliebedrijf Petrofina. Geleidelijk aan werd de portefeuille van GBL terug uitgebouwd. Als de participaties voldoende waren opgedreven, werden ze van de hand gedaan. Frère was geen ondernemer die kocht omdat hij een groeistrategie in gedachten had. Zijn devies was 'Goedkoop kopen om duur te verkopen', en meestal slaagde hij erin om het in de praktijk te brengen. Dat dit 'uitverkopen' geschiedde aan buitenlandse (vaak Franse) conglomeraten, werd hem in België niet steeds in dank afgenomen. Royale Belge ging in twee stappen naar UAP-AXA (1987 en 1991), Tractebel naar Suez (1996), BBL naar ING Groep (1997), Petrofina naar Total (1998-99), RTL Group naar Bertelsmann (2001), Bertelsmann naar de familie Mohn (2006), Quick Restaurants naar Caisse des Dépôts et Consignations (2006). Met de opbrengst kocht GBL zich vervolgens in bij cementmaker Lafarge, drankenreus Pernod Ricard, naast Imerys, SGS en andere bedrijven. Er waren ook mislukkingen, zoals het faillissement van de Amerikaanse investeringsbank Drexel Burnham Lambert in 1990 (door de junk bonds van Michael Milken).
Om maximale invloed te verwerven tegen een minimale investering, maakte Frère gebruik van gecascadeerde holdingstructuren waarin enkel de moeder niet beursgenoteerd was. Zo verwierf hij - alleen of met zijn vaste partners - geleidelijk aan controlebelangen in zijn doelwitten. Hij selecteerde ze door informatie te winnen binnen zijn uitgebreide netwerk. Hij was lid van de Cercle Gaulois, maar zelf hechtte hij meer waarde aan zijn mandaat in de regentenraad van de Nationale Bank van België. Toen hij in 1995 de leeftijdsgrens bereikte, deed hij er dan ook alles aan om zijn zoon Gérald als opvolger benoemd te krijgen. Ondanks bezwaren van nepotisme, lukte dit uiteindelijk toch in 1998.
In 2012 droeg Frère, hoewel nog altijd CEO van GBL, de dagelijkse leiding over aan Ian Gallienne, een Franse bankier die actief is in durfkapitaalfondsen en in 2003 trouwde met dochter Ségolène, en aan Gerard Lamarche, de vroegere financieel directeur van de Franse energiegroep Suez. Hij stond ook een gedeelte van zijn activiteiten af aan zijn oudste zoon Gérald Frère. In 2015 besloot hij zijn mandaat als CEO van GBL niet te verlengen. Hij bleef echter voorzitter van Frère-Bourgeois en Erbé.

## Vermogen
Begin 2009 werd zijn vermogen geschat op 1,9 miljard euro. Van de 1.226 dollarmiljardairs die de wereld in 2011 telde, hebben er twee een Belgisch paspoort. Dat zijn de Waal Albert Frère, op plaats 304 met een fortuin van 3,6 miljard dollar, en de Belg van Oezbeekse oorsprong Patoch Sjodijev, nummer 418 met 2,8 miljard dollar. In vergelijking met de Forbes-ranglijst van 2010 maakte Frère een sprong vooruit (van 362 naar 304).

## Andere activiteiten
Hij was:
- regent van de Nationale Bank van België;
- voorzitter en afgevaardigd bestuurder van de Groep Brussel Lambert;
- ondervoorzitter van de Compagnie Suez;
- voorzitter van de Kamer van Koophandel van Charleroi;
- mede-oprichter van het fonds Charles-Albert Frère;
- ereconsul van de Duitse Bondsrepubliek.

Samen met Bernard Arnault van LVMH was hij eigenaar van het wijndomein Cheval Blanc bij Bordeaux. Daarnaast bezat hij ook La Tour-du-Pin en Château Quinault.

## Onderscheidingen
- Grootofficier in de Leopoldsorde[12][13]
- Grootkruis in het Legioen van Eer in Frankrijk[14]
- Opname in 1995 in de erfelijke Belgische adel met de persoonlijke titel van baron (spreuk: Amat Victoria Curam). Ondanks zijn aanzienlijke macht kon Frère lange tijd maar op weinig sympathie rekenen bij het Belgische koningshuis. Men zegt dat koning Boudewijn Frère geen adellijke titel gunde. Pas na diens dood in 1994, werd Frère door koning Albert II in de adel opgenomen.[15] Bij KB van 13 juli 2017[16] werd hij voorgedragen voor de overdraagbaarheid van zijn titel op al zijn nakomelingen; op 3 juni 2018 werd dat laatste besluit effectief na het lichten van de adelsbrieven.[17]

## Frère-dynastie
De laatste jaren komen de leden van de tweede en derde generatie van de familie Frère steeds meer naar voren. Gérald Frère bekleedde lange tijd tientallen bestuursfuncties bij holdings en vennootschappen die deel uitmaakten van het Frère-imperium, zoals de NPM, GBL, de Groupe Frère-Bourgeois en Pargesa. In 1995 kwam hij bij de Nationale Bank van België terecht, eerst als censor, later als regent en lid van allerlei comités.
Ook Ségolène Frère-Gallienne speelt nog een actieve rol in het Frère-imperium. Ze is o.m. bestuurslid in de holdings Pargesa en Frère-Bourgeois, de vennootschappen Erbé en Project Sloane Ltd. en de Fondation Charles- Albert Frère. Daarnaast was ze ook actief als onafhankelijk bestuurder bij het Franse modehuis Christian Dior SA, dat een dochteronderneming is van de holding LVMH.
In april 2018 werd kleinzoon Cédric Frère op voordracht van de minister van Financiën Didier Reynders benoemd tot regent in de Nationale Bank van België. De jongste actieve Frère-telg nam de plaats in van zijn vader Gérald en vertegenwoordigt zo de derde generatie van de familie Frère in de regentenraad van de Nationale Bank. Cédric Frère werkte een tijdje in de banksector (Goldman Sachs, Royal Bank of Scotland, Bank Degroof). Hij is bestuurder bij de beursgenoteerde Frère-holdings GBL en Pargesa en bij de familiale vennootschappen NPM (investeringsmanager) en Frère-Bourgeois.

## Privé
Frère was een zoon van de industrieel Oscar Frère en van Madeleine Bourgeois. Hij trouwde in 1949 met Nelly Depoplimont (1927-1997), met wie hij zijn eerste zoon Gérald (1951) kreeg. In 1976 trouwde hij een tweede maal met Christine Hennuy (Thuin 1946 - Brussel 2023) en kreeg hij een dochter Ségolène (1977) en een tweede zoon Charles-Albert (1980-1999).
In 2000 richtte Albert Frère de Fondation Charles-Albert Frère op, een stichting ter nagedachtenis van zijn jongste zoon die een jaar voordien om het leven kwam bij een verkeersongeval. Dit dagopvangcentrum, dat gelieerd is met de Koning Boudewijnstichting, stelt zich tot doel om kinderen met een lichamelijke, sociale of mentale handicap psychotherapeutische steun aan te bieden.
Hij overleed op 3 december 2018 op 92-jarige leeftijd.